# 평창 백룡동굴
평창 백룡동굴(平昌 白龍洞窟)은 대한민국 강원특별자치도 평창군 미탄면 마하리의 고생대 오르도비스기 조선 누층군 막골층에 발달한 석회암 동굴이다. 1979년 2월 10일 대한민국의 천연기념물로 지정되었다.

## 개요
평창의 백룡동굴은 남한강의 한 물줄기인 동강 옆의 백운산 기슭 절벽에 있는 석회암 동굴이다. 동굴의 총길이는 약 1,875m이며 하나의 주굴과 3개의 가지굴로 되어있고 주굴이 동서방향으로 발달한 수평동굴이다. 입구는 백운산 하부 영월 동강의 수면으로부터 약 15 m 상부인 해발 235 m 지점에 위치해 있다. 해당 지역에는 석회암과 돌로마이트로 구성된 조선 누층군의 막동 석회암층(Omg; Ordovician makdong limestone formation)이 발달하고 있다. 주요 퇴적암상으로는 담회색 내지 암회색의 층리가 잘 발달한 석회암, 괴상 석회암, 백운암질 석회암, 리본암 등을 들 수 있다. 동굴 내부의 평균 온도는 섭씨 11.40도, 평균 습도는 98.86%, 동굴 내부 이산화탄소 분압은 372 ppm이다.
동굴 안에는 종유관, 종유석, 석순, 석주, 유석, 동굴산호, 동굴방패, 석화, 곡석, 커튼, 휴석 등 다양한 동굴 생성물이 지하궁전처럼 화려하게 펼쳐져 있다. 특히 삿갓 모양의 석순과 달걀 프라이 모양의 석순 등이 특이하다.
백룡동굴은 1976년 정무룡과 우재성에 의해 동굴 통로 중간에 작아서 출입할 수 없었던 작은 구멍이 뚫림으로써, 동굴 내부의 규모와 경관이 학계에 알려지게 되었다. 백룡동굴은 동굴을 배태하는 "백운산"(883.5 m)과 정무룡의 "룡"자를 따서 "백룡동굴"이라 명명되었으며, 특징적인 동굴 생성물 및 동굴 생물의 분포로 인하여 그 학술적, 자연유산적 가치를 인정받아 1979년에 천연기념물 제260호로 지정되었다. 백룡동굴은 다양한 동굴생성물, 동굴생물과 동굴 내 미지형을 가지고 있어서 학술적 및 경관적 가치가 매우 높다. 백룡동굴의 총 길이는 약 1,875m로 이 중 약 785m가 2010년 7월 20일에 일반인들에게 개방되었으며, 기존 개방 동굴의 관람 패턴과는 차별화된 국내 최초의 체험형 교육 관광 동굴로 소수의 제한된 관람객이 가이드와 함께 체험하고 새로운 정보를 습득할 수 있는 체험형 관광 동굴이다.
1990년대 말, 동강댐 건설로 인해 백룡동굴이 수몰될 뻔했으나, 동강댐 건설 백지화로 인해 백룡동굴은 수몰되지 않을 수 있었다.

## 참고 문헌
- 평창 백룡동굴 - 국가유산청 국가유산포털

## 같이 보기
- 평창군의 지질
- 조선 누층군 막골층
- 동강댐